# Reidolized (The Soundtrack to The Crimson Idol)
Reidolized (The Soundtrack to The Crimson Idol) ist der Titel eines am 2. Februar 2018 veröffentlichten Albums der US-amerikanischen Heavy-Metal-Band W.A.S.P. Es handelt sich um eine Neuaufnahme des 1992 von der Band veröffentlichten Albums The Crimson Idol.

## Hintergrund
1992 wurde das von W.A.S.P.–Gründer Blackie Lawless konzipierte und geschriebene Konzeptalbum veröffentlicht, mit dem er die Geschichte und das Schicksal des von ihm erdachten Teenagers Jonathan Steele erzählte. Der von seinen Eltern ungeliebte Junge  verlässt sein Elternhaus, um ein berühmter Rockstar zu werden. Er erreicht dieses Ziel, aber es gelingt ihm dadurch nicht, die Liebe und Akzeptanz seiner Eltern zu gewinnen, was sein eigentliches Streben ist. Die Geschichte endet mit dem Selbstmord des Protagonisten. Das ursprünglich zehn Lieder umfassende Album erntete in Deutschland positive Kritiken der zeitgenössischen Metal-Magazine. The Crimson Idol gehöre „ohne jeden Zweifel zu jenen Scheiben, die man ruhigen Gewissens in die Ecke mit den Klassikeralben einsortieren“ könne, schrieb beispielsweise Rock Hard. Es handele sich „alles in allem“ um „ein rundes Album ohne Ausfälle,“ nicht immer „auf Weltklasse-Niveau, aber verdammt nah dran“.
Im Juli 1992 war The Crimson Idol Album des Monats im Metal Hammer, und Martin Groß schrieb, musikalisch halte sich Lawless an „klassische Muster“ dessen, was Heavy Metal „getauft zu werden überaus würdig“ sei. „Tadellos und sehr gut gemacht“ seien „überzeugende Songs aneinandergereiht“ worden.
Kommerziell war das Album, vor allem in den USA, nicht besonders erfolgreich. So verpasste es im Heimatland der Band den Charteinstieg vollkommen, während es in Europa (unter anderem in Deutschland, Österreich und der Schweiz) zumindest zu den vorderen 40 Alben der Musikcharts gehörte. Die veröffentlichten Singles stiegen nur in Großbritannien in die Hitlisten  ein.
Bei der Promotion für das Album absolvierte Blackie Lawless nach eigener Aussage über 800 Interviews während einer dreimonatigen Pressetour.
Bereits 1992 war Filmmaterial hergestellt worden, um die Geschichte visuell darstellen zu können. Der geplante Film wurde jedoch nicht fertiggestellt. Aus Anlass des 25. Album-Jubiläums machte sich Lawless jedoch daran, den Film zu beenden. Die Produktionskosten dafür betrugen 500.000 US-Dollar (ungefähr 449.000 Euro), die Arbeitszeit betrug 1,5 Jahre. Fünf Mitarbeiter beschäftigten sich mit der Fertigstellung des Films, die von Lawless koordiniert wurde.
Während dieser Zeit arbeitete er mit seiner Band zugleich an einer Neuaufnahme des Albums, weil sie aufgrund zur Zugehörigkeit zu einer anderen Plattenfirma (Napalm Records) als 1992 (EMI Group) die Originalaufnahmen nicht verwenden durfte („Due to copyright issues all songs for "Reidolized (The Soundtrack To The Crimson Idol)" had to be re-recorded.“).

Die ursprüngliche Zusammenstellung des Albums wurde um vier neue Lieder erweitert, die 1992 zwar in Demoform existierten, aber wegen des von der Plattenfirma auferlegten Zeitdrucks nicht fertiggestellt worden waren. Der Titel Miss You war tatsächlich das erste Lied, das Lawless 1992 für The Crimson Idol geschrieben und als Demo aufgenommen hatte. Für Reidolized änderte Lawless noch einige Dinge und nahm das Lied dann auf. Bei den Aufnahmen der Gesangsspuren orientierte sich Lawless dabei an der Bühnenproduktion. Er sagte dazu:

„Das einzige, was heute für mich anders ist, dass ich die Vocals ein bisschen anders einsinge dieses Mal. Ich habe ein bisschen mehr geschauspielert als auf dem Original. Weil ich einfach das Gefühl hatte, Jonathan jetzt  besser zu kennen.“

Das Album wurde am 2. Februar 2018 auf Compact Disc und Schallplatte veröffentlicht.

## Rezeption

### Charts
Reidolized (The Soundtrack to The Crimson Idol) erreichte in den europäischen Musikcharts gute Platzierungen, konnte sich jedoch jeweils nur kurze Zeit darin halten. In Deutschland gelangte es bis auf Platz 17, in Österreich auf Platz 26, in der Schweiz auf Platz 31. In den britischen und US-amerikanischen Charts war es dagegen nicht vertreten.

### Presse
Die in Deutschland vertriebenen und einschlägigen Rock-Zeitschriften Metal Hammer, Rock Hard und Rocks berichteten nicht mit eigenen Artikeln über das Album, sondern nahmen nur in Rezensionen Stellung zu seiner  Veröffentlichung. Lediglich die deutschsprachige Ausgabe von Classic Rock veröffentlichte ein Interview mit Blackie Lawless, das im September 2019 ungekürzt auf der Website des Magazins veröffentlicht wurde.

### Rezensionen
Metal Hammer vergab sechs Punkte und urteilte, dass es der Band gelungen sei, mit den neu eingefügten Stücken „die Erzählstrangdramaturgie zu verdichten“. Bei den vier Bonusstücken der zweiten CD würden „der rassige Rocker“ The Lost Boy sowie das „noch bessere“ The Peace herausstechen. Letzteres könne „als Lawless’ Purple Rain durchgehen“. Allerdings lasse „die DVD-Dreingabe“ mit dem Filmmaterial „multimedialen Mehrwert“ vermissen – „die 1992 gedrehten Spielsequenzen“ besäßen einen eher geringen filmischen Unterhaltungswert.
Alexander Kolbe schrieb in Rocks dagegen, es handele sich bei dem Album zwar „nicht um eine Eins-zu-eins-Kopie“, immerhin enthalte das Album gleich sechs zusätzliche Stücke, die „ursprünglich für The Crimson Idol vorgesehen“ gewesen, aber „nicht verwendet“ worden seien. Sie fügten der Story um Jonathan Steele „jedoch nichts Erhellendes hinzu“. „Sound und Performance“  reichten „an die Originale zu keiner Zeit heran“, und manches sei „gar unfreiwillig komisch:“ Die verbalen Obszönitäten in Chainsaw Charlie seien „durch neue, ähnlich klingende Wortschöpfungen ersetzt“ worden.
In Rock Hard schrieb Jens Peters, W.A.S.P. legten „eine spannende Re-Imagination“ von The Crimson Idol vor, die sich „nicht nur durch die vier zusätzlichen Tracks“, sondern auch „durch das ausladende Soundgewand“ fast „wie ein komplett neues Werk“ anfühle. Den der Veröffentlichung beiliegenden Film bezeichnete er als „schicken Streifen“. Für W.A.S.P.-Fans führe „an dieser Veröffentlichung kein Weg vorbei.“